# Xie Huilin
Xie Huilin (17 de janeiro de 1975) é uma ex-futebolista chinesa, medalhista olímpica.

## Carreira
Xie Huilin integrou o elenco da Seleção Chinesa de Futebol Feminino, nas Olimpíadas de 1996, que ficou em segundo lugar. 